# Jwibulnori

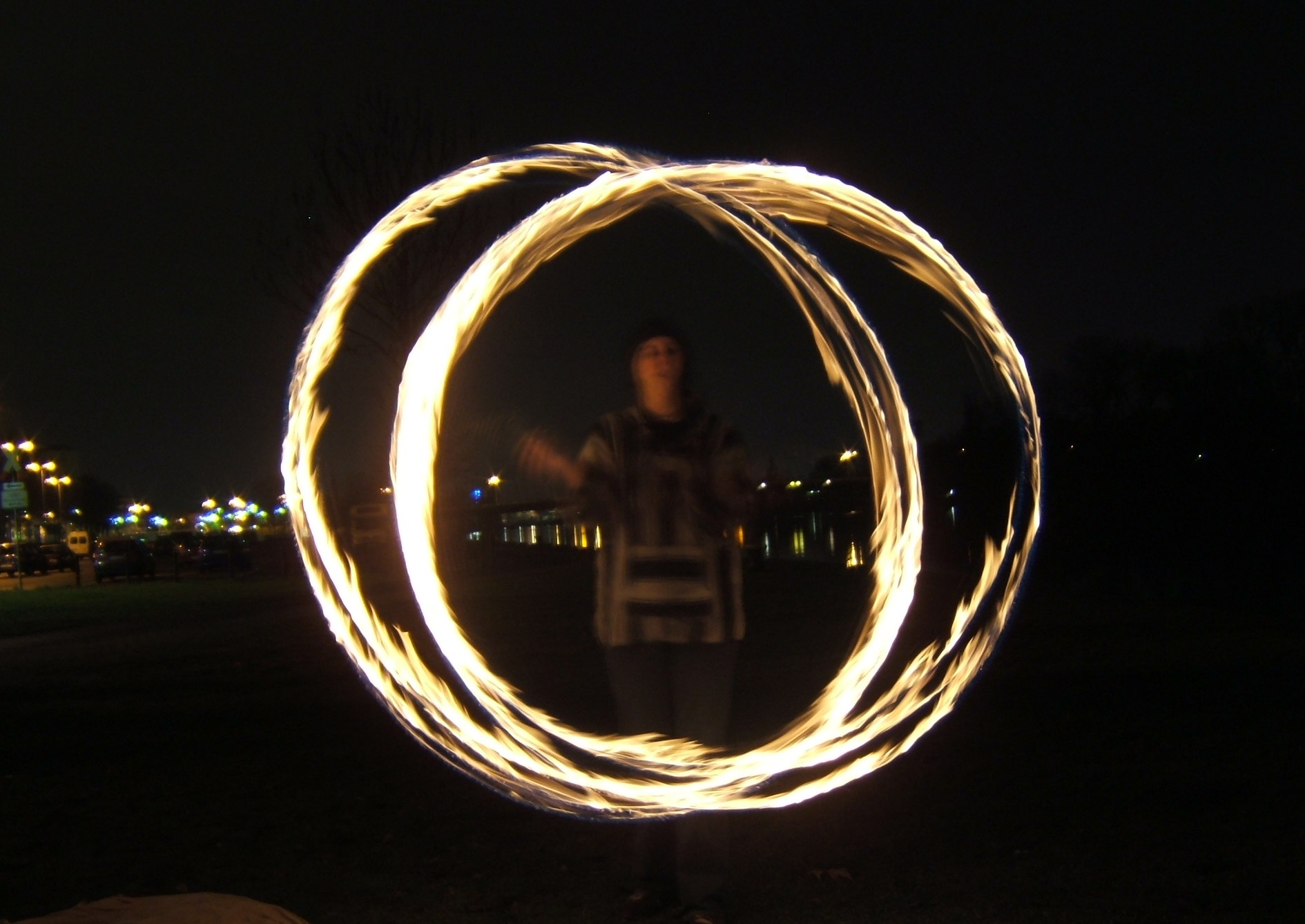
Brinnande poi liknar Jwibulnori

Jwibulnori (쥐불놀이) är en traditionell koreansk lek som ofta förknippas med ritualen Dalmaji (달맞이) och högtiden Daeboreum (대보름).
När man spelar Jwibulnori stoppar man halm i burkar som sitter fast i ett snöre och tänder eld på dem. Därefter snurrar man burkarna runt och runt innan man sedan kastar iväg dem ut på ett fält med ogräs. Detta fattar då eld och kan sedan användas som gödsel för vårodlingen. 
Namnet "Jwibulnori" (쥐불놀이) betyder "liten eldlek" och kommer från tre ord. "Jwi" (쥐) betyder i detta sammanhang "liten", "Bul" (불) betyder "eld" och "Nori" (놀이) betyder "lek".